# Käthe Tucholla

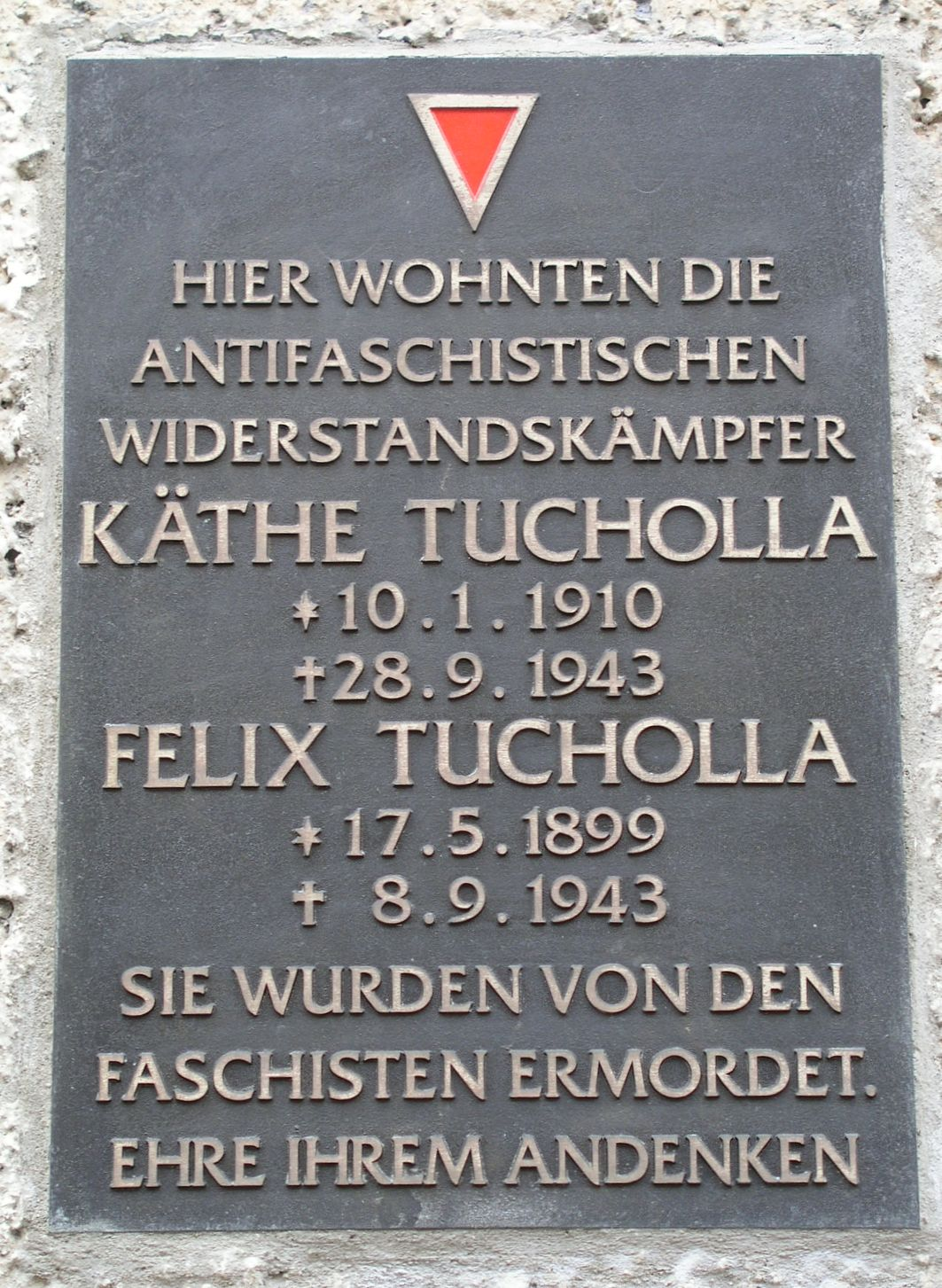
Gedenktafel am Wohnhaus der Tuchollas in der Victoriastadt

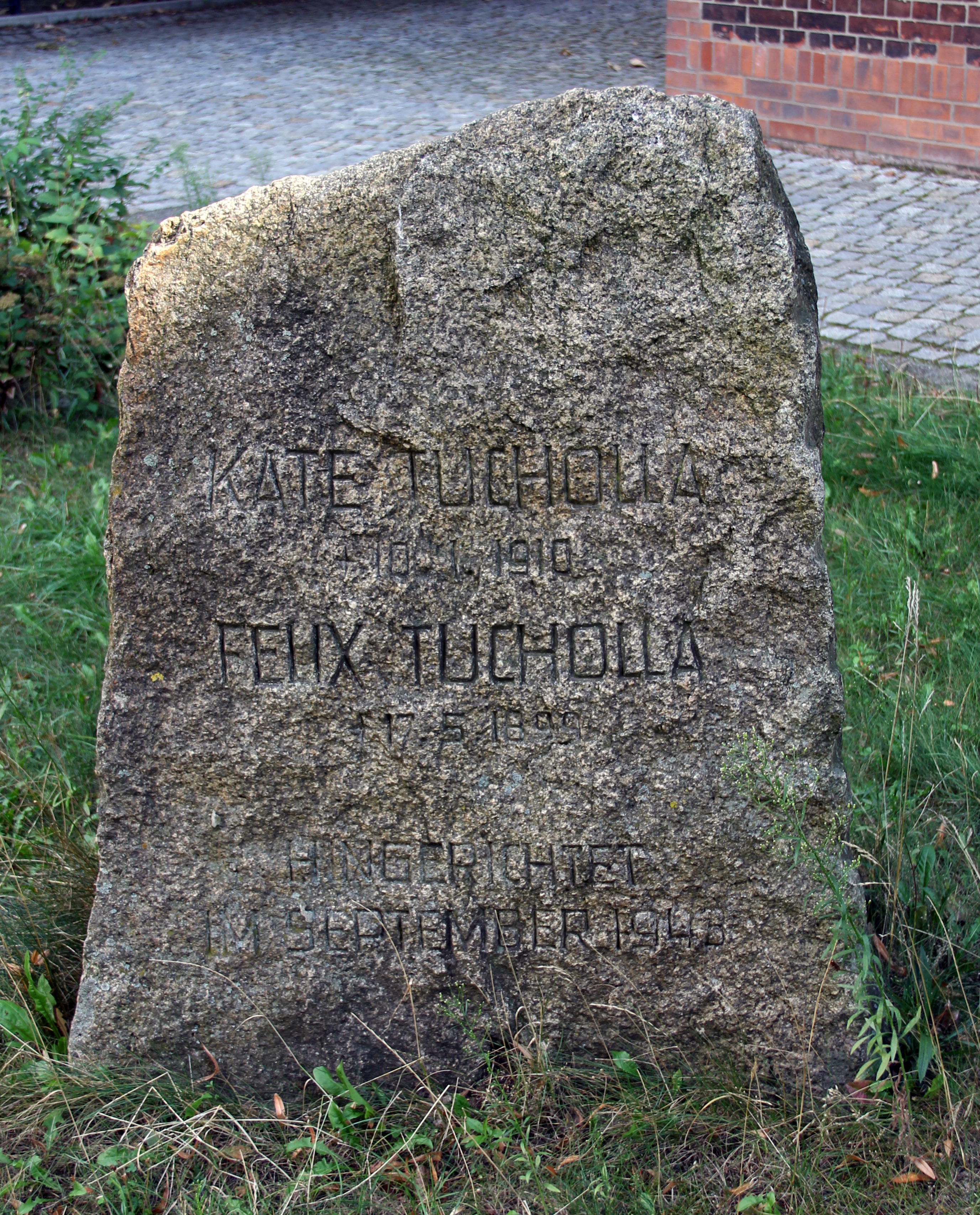
Gedenkstein, Nöldnerstraße 44, in Berlin-Rummelsburg

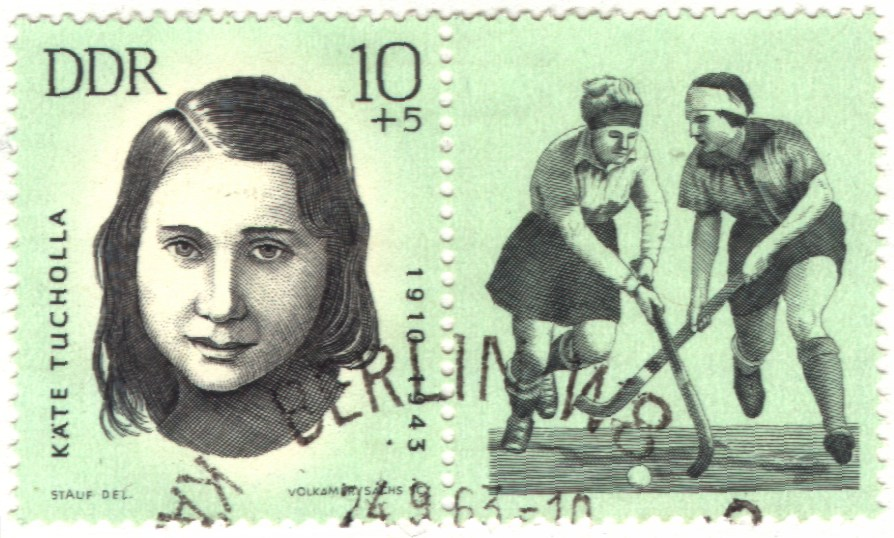
DDR-Briefmarke 1963

Käthe Tucholla (* 10. Januar 1910 in Berlin; † 28. September 1943 Berlin-Plötzensee), geborene Scheffler, war eine deutsche Antifaschistin und Widerstandskämpferin, die wie ihr Mann, der KPD-Funktionär Felix Tucholla (* 17. Mai 1899; † 8. September 1943; Schlosser), im Strafgefängnis Berlin-Plötzensee enthauptet wurde.

## Leben
Nach dem Schulbesuch arbeitete Tucholla als Sekretärin, in der Freizeit spielte sie Hockey im Verein Sparta Lichtenberg, der zur deutschen Arbeitersportbewegung zählte und dem auch Erwin Nöldner, Hans Zoschke und Werner Seelenbinder angehörten. Dort lernte sie den Fußballspieler Felix Tucholla, ihren zukünftigen Ehemann, kennen. Felix Tucholla war aktiv in der Kommunistischen Partei Deutschlands tätig, er führte Käthe an das politische Engagement heran. Beide wurden Mitglied der „Kampfgemeinschaft für Rote Sporteinheit“.
Als die Nationalsozialisten in Deutschland an die Macht kamen, beteiligten sich Käthe und Felix Tucholla mit der antifaschistischen Widerstandsgruppe um Robert Uhrig an der Verbreitung illegaler antifaschistischer Literatur und der Beschaffung von Quartieren für verfolgte Antifaschisten. Käthe Tucholla war auch als Kurierfahrerin in andere deutsche Städte unterwegs. Zudem unterstützten beide den sowjetischen Agenten Erwin Panndorf, der im Mai 1942 über Ostpreußen mit dem Fallschirm abgesprungen war.
Am 25. Juli 1942 wurde Käthe Tucholla von der Gestapo in ihrer Wohnung in der Kaskelstraße 41 verhaftet, am 28. Juli wurde auch Felix Tucholla festgenommen. Beide wurden am 17. August 1943 vom Volksgerichtshof zusammen mit Kurt Bietzke, Richard Hinkelmann und Rudolf Scheffel zum Tode verurteilt. Das Urteil wurde am 28. bzw. 8. September 1943 im Strafgefängnis Berlin-Plötzensee vollstreckt.

## Ehrungen
- Das Komitee der antifaschistischen Widerstandskämpfer hatte 1953 die Anbringung einer Gedenktafel am Wohnhaus der Tuchollas in der Kaskelstraße 41 in Berlin-Rummelsburg veranlasst. Die Tafel wurde im Jahr 2006 abgeschraubt und dem Heimatmuseum Lichtenberg in der Stadthausstraße übergeben, an das Haus kam eine Kopie. Dafür wurde am 28. September 2013 eine Gedenkstele für die Tuchollas vor dem Gebäude eingeweiht.[3]
- Der frühere Viktoriaplatz im Berliner Kaskelkiez erhielt 1951 den Namen „Tuchollaplatz“.
- Im September 1977 wurde der damaligen Hilfsschule in der Nöldnerstraße der Name „Käthe und Felix Tucholla“ verliehen, auf dem Schulhof stellte das Bezirksamt einen Gedenkstein auf.
- In Berlin-Niederschöneweide, Bruno-Bürgel-Weg, gibt es eine aus Klinkern und Kupfertafeln gestaltete Gedenkwand.[4]
- In Berlin-Niederschöneweide liegt das Käthe-Tucholla-Stadion, in dem der SSV Köpenick-Oberspree zuhause ist.[5]
- Die DDR widmete Käthe Tucholla eine Sonderbriefmarke.
- Der Ostberliner Bezirksfachausschuss Hockey (BFA Hockey) richtete von 1953 bis 1988 jährlich ein Pokalturnier für Herren-, Damen-, männliche und weibliche Jugendmannschaften um die Käthe-Tucholla-Ehrenschilder aus.[6]